# Humus

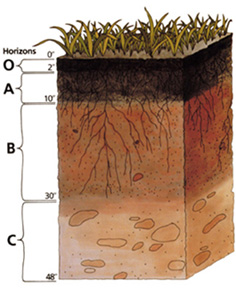
El humus se caracteriza por un color oscuro que señala su riqueza en carbono orgánico

El humus es la capa superior de los suelos con actividad orgánica. Se compone de productos orgánicos de naturaleza coloidal, que provienen de la descomposición de los restos orgánicos por organismos y microorganismos descomponedores (como hongos y bacterias). Se caracteriza por su color negruzco debido a la gran cantidad de carbono que contiene.
Los elementos orgánicos que componen el humus son muy estables, es decir, su grado de descomposición es tan elevado que ya no se descomponen más y no sufren transformaciones considerables.

## Características del humus
Existen dos clases de humus, el humus viejo o antiguo y  el humus joven.
- Humus viejo. Debido a un periodo largo de tiempo transcurrido, está muy descompuesto, tiene un tono entre morado y rojizo; algunas sustancias húmicas características de este tipo de humus son las huminas y los ácidos húmicos. Las huminas son moléculas de un peso molecular considerable y se forman por entrelazamiento de los ácidos húmicos, al ser aisladas tienen la apariencia de plastilina. Los ácidos húmicos son compuestos de un peso molecular menor y al igual que las huminas poseen una alta capacidad de intercambio catiónico (CIC), característica importante en la nutrición vegetal. El humus viejo solo influye físicamente en los suelos. Retiene el agua e impide la erosión, sirviendo también como lugar de almacenamiento de sustancias nutritivas.
- Humus joven. Es el que tiene las características del recién formado, posee un menor grado de polimerización y está compuesto por ácidos húmicos y fúlvicos. Los ácidos húmicos se forman por polimerización de los ácidos fúlvicos, estos últimos se forman a partir de la descomposición de la lignina. Una de las principales fuentes de humus se encuentra en minas de leonarditas y bernarditas. No obstante, existen fuentes totalmente orgánicas como lo son el humus de lombriz, el humus de termitas, el humus de cucarrón, entre otros, que además de aportar sustancias húmicas es mucho más rico en microorganismos benéficos y elementos nutricionales y son más aceptados en la agricultura orgánica y ecológica.

«El laboreo del suelo desnudo de forma repetida causa la pérdida de humus. Los suelos oscuros se vuelven ocres, pierden su capacidad para retener e infiltrar el agua y se vuelven más susceptibles a la erosión».

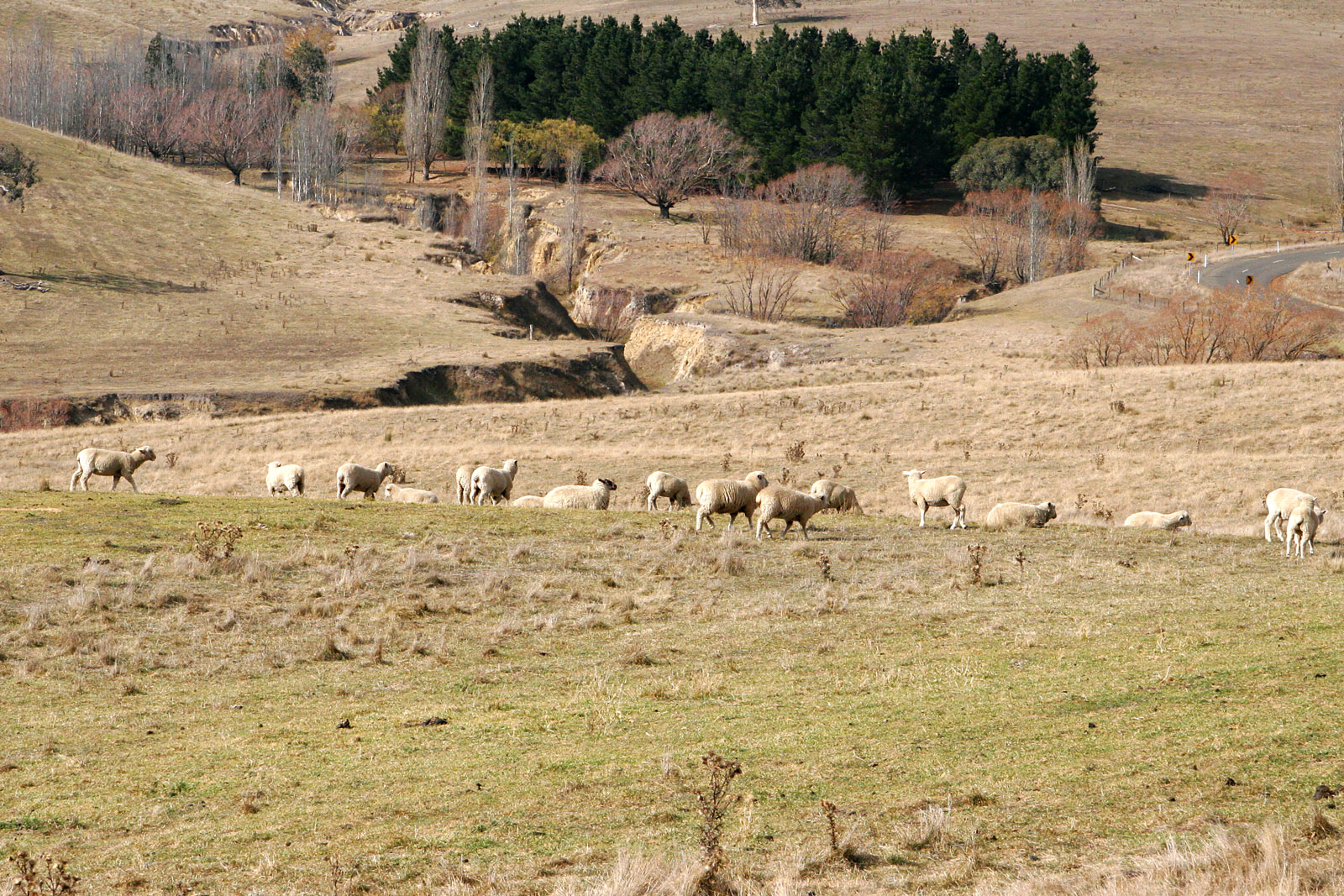
El laboreo y los fertilizantes químicos no son las únicas causas de la destrucción del humus, que fija los suelos; la deforestación y el sobrepastoreo en suelos frágiles son también otras causas. El suelo, sin protección vegetal y sin adición de materia orgánica, está expuesto a la erosión y el agotamiento inevitable.

El humus puede formarse por la oxidación simple de la necromasa en ausencia de organismos vivos, pero este proceso se acelera en gran medida cuando organismos vivos ingieren la materia orgánica o secretan enzimas que la transforman.
La materia orgánica que es la base de humus es principalmente de origen vegetal, a continuación, microbiana y animal durante el proceso de transformación, mientras que los componentes del suelo profundo son en gran parte de origen mineral.
La materia prima del humus es la hojarasca y los desechos vegetales, combinados con componentes de origen animal, depositados en el horizonte A ( nombre dado a la superficie del suelo por pedólogos) o formados por animales que mueven el suelo, incluyendo las lombrices. Este material evoluciona más o menos rápidamente (dependiendo de las condiciones de temperatura, humedad, acidez o la presencia de inhibidores, tales como metales pesados o tóxicos), lo que conduce a su transformación en compuestos orgánicos complejos electronegativos, y relativamente estables. Dependiendo del tamaño de las moléculas producidas, se trata de compuestos insolubles (humina) o coloides (ácidos húmicos y ácidos fúlvicos), susceptibles de migrar a los suelos.
La presencia de grandes cantidades de cationes metálicos en el suelo, tales como hierro o calcio o incluso de arcilla, insolubiliza los ácidos húmicos y fúlvicos e impide su migración, formando lo que se llama suelos pardos. En presencia de pequeñas cantidades de cationes metálicos, la migración de pequeñas moléculas húmicas (ácido fúlvico) hace que existan pequeñas cantidades de metales en los horizontes superficiales, formando los llamados podsoles. La actividad de los animales excavadores (lombrices, hormigas, termitas) contribuye a un rápido contacto de los compuestos húmicos con la materia mineral, evitando así su lixiviación y por lo tanto su pérdida para los ecosistemas o agroecosistemas.
La materia orgánica que se descompone y produce humus está formada por:
- fragmentos vegetales (hojas, tallos, raíces, madera, cortezas, semillas, polen) en descomposición;
- exudados de raíces y exudados de plantas (propóleos) y de animales (mielada) por encima del suelo;
- excrementos y excretas (mucosa, mucílagos) de las lombrices y otros animales microbianos del suelo, de animales muertos y muchos otros microorganismos, como hongos y bacterias.

Todos estos elementos están constantemente siendo digeridos, desplazados (bioturbación) y movilizados por una comunidad de organismos llamados carroñeros, saprófagos o saprófitas: bacterias, hongos e invertebrados. En la zona fría o continental, la formación de humus se acelera en primavera cuando sube la temperatura y la humedad es alta.
El humus puede acumularse y crecer muy lentamente en climas fríos, hasta llegar a ser un sumidero de carbono, pero en los climas cálidos puede mineralizarse y desaparecer muy rápidamente. Por lo general, está ausente de los bosques tropicales, pero el hombre lo ha producido localmente en la Amazonía, a partir de carbón vegetal, un equivalente de humus llamado Terra preta. Algunos entornos muy específicos pueden mostrar grandes acumulaciones de materia orgánica humificada, que constituyen zonas sumidero de carbono: se trata de las turberas en climas fríos (montañas, regiones boreales) y grandes acumulaciones observadas en los bosques sobre "arena blanca" en las zonas tropicales.
El humus constituye una reserva importante de materia orgánica en el suelo. Es útil para el agricultor, jardinero o forestal conocer la cantidad total de humus y su calidad. Una pista de su calidad es la relación carbono/nitrógeno del suelo. Una relación C/N de 10/1 (o menos) indica una buena actividad biológica del suelo, mientras que la relación C/N (20/1 o más) indica una ralentización de esta actividad. El olor y la observación visual, así como la observación al microscopio de los organismos que lo componen, proveen información sobre la calidad de humus, y, si es necesario, el análisis de su composición química.
El humus, en el sentido químico del término, se compone de humus libre = materia orgánica humificada, no unida con arcillas u óxidos metálicos, y humus consolidado. El humus libre es fácilmente biodegradable (excepto en suelos muy ácidos, o anegados) y migra fácilmente al perfil en suelos bien drenados. Durante el proceso de lixiviación, hay una acumulación profunda de compuestos húmicos no biodegradables, que puede formar complejos con metales. El humus consolidado es más estable y es más interesante en usos agrícolas por su longevidad y su capacidad de intercambio catiónico (CIC) y aniónico.

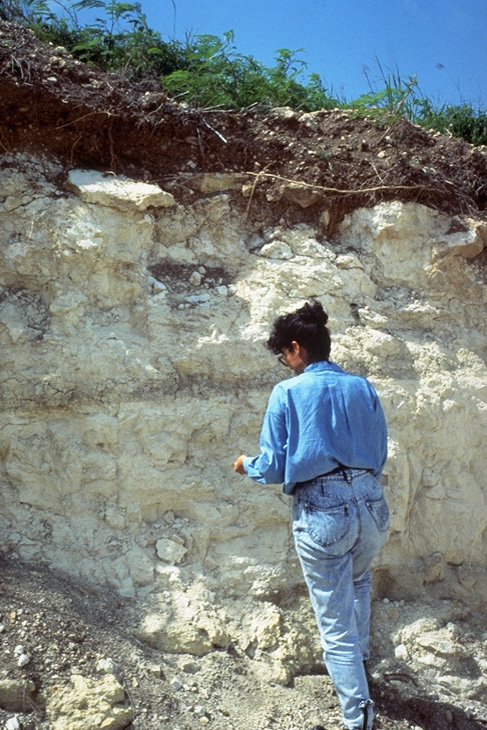
En las laderas, y en buenas condiciones, la capa de humus rara vez supera los 30-40 cm. Es más gruesa en los valles y hondonadas.

Según que el humus se haya formado en un suelo aireado o no (por ejemplo, debido a una saturación de agua o compactación repetida) se puede clasificar en dos categorías:
Humus formado en condiciones aeróbicas
- El mull, con una buena incorporación de materia orgánica y de materia mineral producidos principalmente por lombrices de tierra, presente en los bosques de intensa actividad biológica y en los pastizales. Así nos encontramos con desechos (hojas) del año anterior o el otoño anterior, y una capa de espesor variable de material orgánico-mineral marrón. El suelo es rico en nutrientes, la mineralización es rápida: es un ambiente ideal para las lombrices de tierra, excepto donde el suelo es calcáreo. En las zonas tropicales (sabana) y entornos de sub-desierto, el mull puede ser producido por otros organismos excavadores, como las termitas y los insectos Tenebrionidae.
- El moder, con una capa superficial de materia orgánica no incorporada, humificada por la fauna y los hongos, presente en los bosques y las landas, tiene una actividad biológica media. Se ven, durante el otoño, las hojas del año caídas y sometidas a descomposición, principalmente por parte de hongos, pero también se ven las hojas del año anterior parcialmente descompuestas, reducidas a su red de nerviaciones o nervaduras (esqueletizadas), con filamentos de muchos hongos, las raíces (micorrizas) y sobre todo de excrementos de los animales que viven en la hojarasca y la capa de humus de unos pocos milímetros a varios centímetros de espesor. Su olor a hongos es característico.
- El mor, con una capa superficial de materia orgánica poco o nada humificada, presente en los bosques y páramos de baja actividad biológica, lo que ralentiza la velocidad de descomposición de los restos vegetales. Esto lleva a la acidificación del suelo y a un fenómeno de podsolización. El grosor de este tipo de humus pueden ser considerable, pero no es un criterio para su identificación. El paso del fuego es a menudo el medio por el cual esta forma de humus encuentra su equilibrio y permite que la vegetación se recupere, restituyendo al suelo los nutrientes inmovilizados en la capa orgánica.

Humus formado en condiciones anaeróbicas
- La turba, que contiene una gran cantidad de residuos vegetales identificables, a veces muy antiguos, de varios miles de años. Se trata de un verdadero archivo del medio ambiente. La turba se forma en ambientes inundados permanentemente, en presencia de una densa vegetación acuática y de alto crecimiento (musgos de turbera, grandes juncias, glycerias, etc.). La turba contiene muchos granos de polen que permiten reconstruir la historia del paisaje hasta tiempos muy antiguos.
- El anmoor, que contiene una gran cantidad de materia orgánica humificada mezclada con arcilla. El anmoor se forma en medios temporalmente inundados, como en ciénagas y a lo largo de los ríos, la fase de secado permite los procesos biológicos que conducen al desarrollo de la humificación.

Los complejos arcillo-húmicos (CAH) se forman por la combinación de arcillas y de humus, los dos en estado floculado, seguido del trabajo de los microorganismos del suelo, y sobre todo de las lombrices, que gracias a su presencia en medio líquido (como en un tubo de ensayo) pueden unir estas moléculas (negativamente polarizadas) por un catión bivalente: el calcio (Ca2+). Parece que el mucus de algunos organismos también puede desempeñar un papel en la formación de estos complejos que se hacen estables e insolubles una vez secos (como el cemento cuando "fragua"), lo que explica la resistencia del humus al agua y a la erosión y el mantenimiento de su estructura y su excepcional capilaridad.

## La destrucción del humus

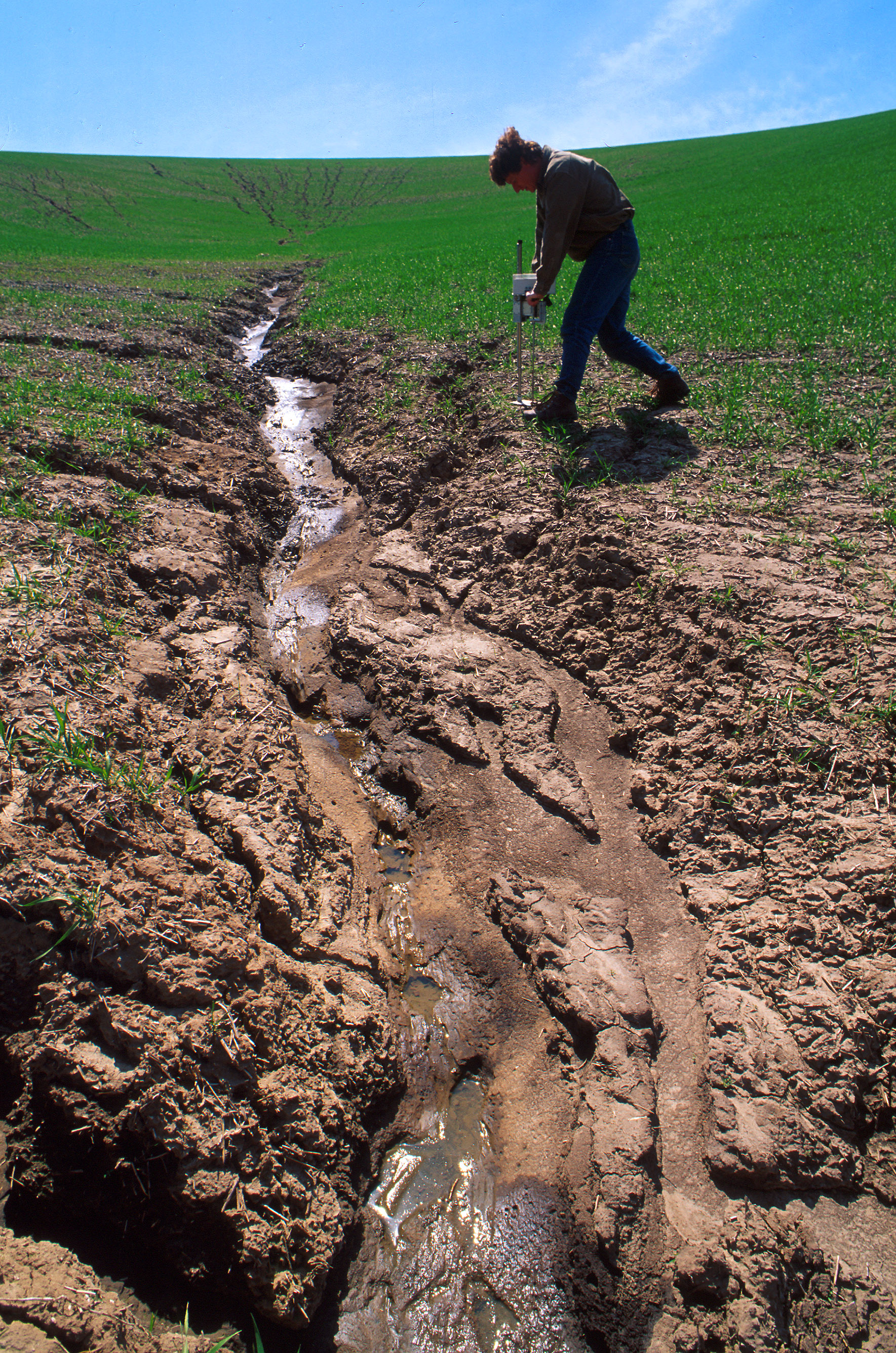
Efectos de la erosión en el suelo.

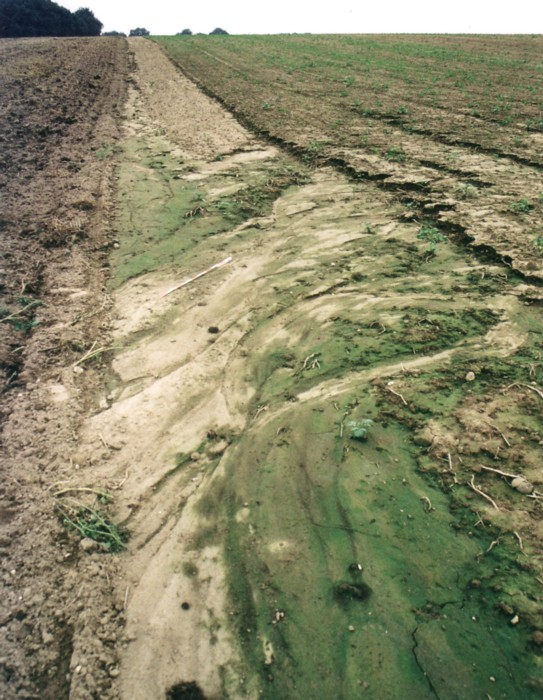
Glacis.

Los aportes de biocidas, plaguicidas, y fertilizantes pueden degradar o eliminar el humus.
La labranza destruye el humus al enterrarlo, causando una mineralización muy rápida de la materia orgánica y la pérdida de suelo que puede llegar a 10 toneladas/año en las zonas templadas y hasta varios cientos de toneladas en los trópicos.
La pérdida de humus también se refleja en un fenómeno de glacis en los suelos labrados, lo cual reduce considerablemente su capacidad de absorber agua. Los suelos contaminados por pesticidas y el exceso de nitratos (responsables del aumento de algas verdes y cianobacterias visibles sobre el terreno) arrastran las partículas finas que aumentan la turbidez de ríos y arroyos.
Hoy en día, hay muchos métodos para el cultivo sin destruir el humus: agricultura biológica, siembra directa, madera de ramas fragmentada, agricultura natural, agricultura regenerativa.

## Influencia física del humus
- Incrementa la capacidad de intercambio catiónico del suelo.
- Da consistencia a los suelos ligeros y a los compactos; en suelos arenosos compacta mientras que en suelos arcillosos tiene un efecto de dispersión.
- Hace más sencillo labrar la tierra, por el mejoramiento de las propiedades físicas del suelo.
- Evita la formación de costras, y de la compactación.
- Ayuda a la retención de agua y al drenado de la misma.
- Incrementa la porosidad del suelo.
- Presenta altos contenidos de K y S, además de una alta carga microbiana así como ácidos húmicos y fúlvicos, descompactando el suelo y facilitando la toma de nutrientes por la rizósfera.

## Influencia química del humus
- Regula la nutrición vegetal.
- Mejora el intercambio de iones.
- Mejora la asimilación de abonos minerales.
- Ayuda con el proceso del potasio y el fósforo en el suelo.
- Produce gas carbónico que mejora la solubilidad de los minerales.
- Aporta productos nitrogenados al suelo degradado.
- Se eleva la flora microbiana de las plantas.
- Secuestro de carbono.[3][4]

## Influencia biológica del humus
- Aporta microorganismos útiles al suelo.
- Sirve a su vez de soporte y alimento de los microorganismos.